# Bruno Valentin (Bischof)

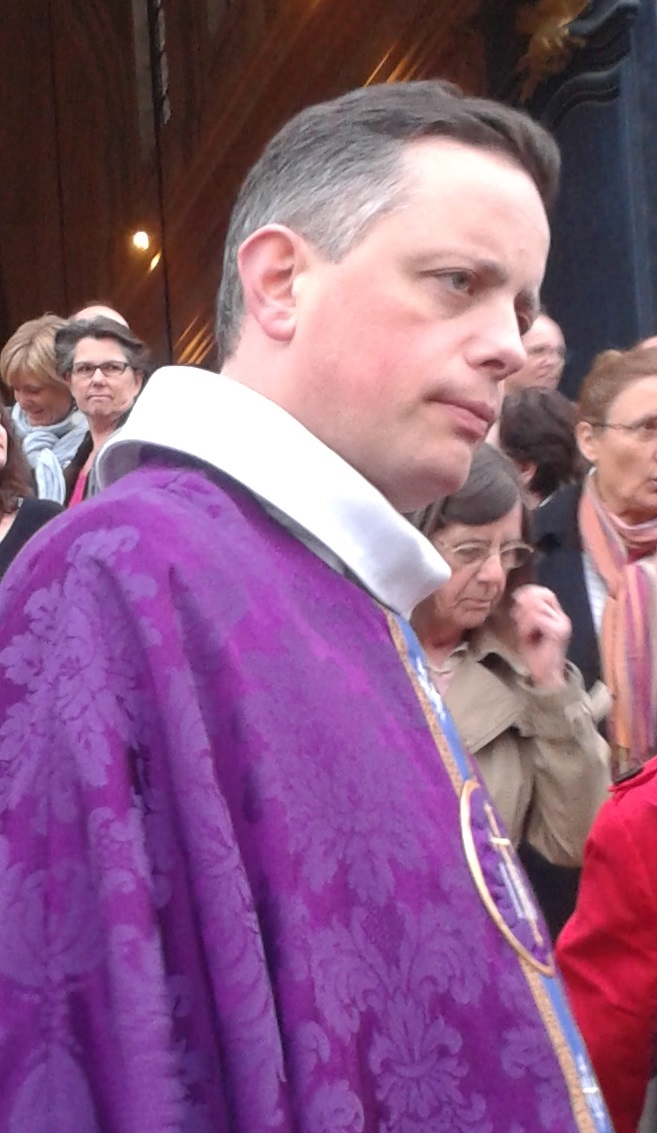
Bruno Valentin (2014)

Wappen von Bruno Valentin als Weihbischof in Versailles

Bruno Valentin (* 22. Januar 1972 in Nancy) ist ein französischer Geistlicher und römisch-katholischer Bischof von Carcassonne-Narbonne.

## Leben
Bruno Valentin erwarb an der Universität Paris-Dauphine ein Lizenziat im Fach Wirtschaftswissenschaft. Danach trat Valentin in das Priesterseminar des Bistums Versailles ein. Ab 1995 setzte er das Studium der Katholischen Theologie in Rom als Alumne des Päpstlichen Französischen Priesterseminars fort. Valentin empfing am 29. Juni 2000 das Sakrament der Priesterweihe. 2001 erwarb er an der Päpstlichen Universität Gregoriana ein Lizenziat im Fach Ekklesiologie.
Anschließend war Bruno Valentin als Pfarrvikar in Trappes und als Delegat für die Jugendpastoral tätig. Von 2004 bis 2012 war er Pfarrer in Chatou. Zudem war Valentin von 2007 bis 2012 Ausbildungsverantwortlicher des Bistums Versailles und von 2007 bis 2010 Dekan von Le Vésinet. 2012 wurde Bruno Valentin Pfarrer in Montigny-le-Bretonneux und Voisins-le-Bretonneux sowie Bischofsvikar für das Dekanat Rambouillet und Mitglied des Bischofsrats. Zudem war er ab 2013 Bischofsvikar für das Dekanat Maule-Montfort-Houdan und ab 2015 für das Dekanat Saint-Quentin-en-Yvelines.
Am 14. Dezember 2018 ernannte ihn Papst Franziskus zum Titularbischof von Vaison und zum Weihbischof in Versailles. Die Bischofsweihe spendete ihm der Bischof von Versailles, Éric Aumonier, am 20. Januar des folgenden Jahres. Mitkonsekratoren waren der Bischof von Nanterre, Matthieu Rougé, und der Bischof von Amiens, Olivier Leborgne. Sein Wahlspruch Pertransivit benefaciendo („Er zog umher und tat Gutes“) stammt aus (Apg 10,38 ).
Papst Franziskus bestellte ihn am 15. Juli 2022 zum Koadjutorbischof von Carcassonne-Narbonne. Die Amtseinführung erfolgte am 9. Oktober desselben Jahres. Am 31. März 2023 wurde Bruno Valentin in Nachfolge von Alain Planet, dessen vorzeitiges Rücktrittsgesuch am selben Tag angenommen worden war, Bischof von Carcassonne.